# Stazione di Cairo Montenotte
La stazione di Cairo Montenotte è una stazione ferroviaria posta lungo la linea Alessandria-San Giuseppe di Cairo, al servizio dell'omonimo comune. Pur essendo situata al centro della città, non è la stazione principale del Comune, in quanto sia per numero di passeggeri sia per numero di relazioni nonché per il rilevante traffico merci, questo ruolo spetta alla vicina stazione di San Giuseppe di Cairo ubicata nell'omonima frazione.
Si tratta di una stazione in superficie passante che dispone di due binari, collegati tra loro da due attraversamenti a raso. L'unico binario di corsa utilizzato regolarmente è l'1 mentre il 2 è utilizzato solo occasionalmente, per precedenze e sosta treni/mezzi da lavoro.
La stazione è dotata di una pensilina che funge da sala d'attesa sul primo binario, sono attivi gli annunci sonori per arrivi e partenza treni mentre non sono presenti né le biglietterie automatiche né quella a sportello.
I servizi igienici della stazione sono stati completamente ristrutturati nel 2016, in concomitanza con il restyling di due edifici dismessi, annessi alla stazione e facenti parte dell'ex scalo merci, che il Comune ha destinato a sede della locale sezione dell'Associazione Nazionale Alpini e a una delle quattro stazioni di erogazione di acqua filtrata proveniente dall’acquedotto comunale e distribuita a bassa temperatura.

Il 18 settembre 2016 è stata ufficialmente inaugurata la sede dell'Associazione Alpini e, contestualmente, il piazzale sorto nell'area dell'ex scalo merci è stato intitolato allo statista Aldo Moro.
È inclusa da RFI tra le stazione di categoria bronze.
A ottobre 2015, RFI ha emanato un bando per la cessione in affitto o in comodato d'uso a enti o associazioni dei locali della stazione non più utilizzati, assieme a quelli di altre sette fermate della Val Bormida, ma senza alcun interessamento da parte delle realtà locali.

## Movimento
La stazione è servita giornalmente, in media, da 17 treni regionali operati da Trenitalia nell'ambito del contratto di servizio stipulato con la Regione Liguria.
I treni che fermano a Cairo Montenotte hanno destinazione:
- Savona
- Alessandria
- Acqui Terme

## Servizi
La stazione offre i seguenti servizi:
- Sala d'attesa
- Servizi igienici
- Annunci sonori per arrivi e partenze treni

## Interscambi
Appena fuori dalla stazione è presente la fermata per gli autobus che collegano Cairo Montenotte con gli altri comuni della zona e con Savona. 
Inoltre, gran parte dello spazio occupato dall'ex scalo merci è stato trasformato in un parcheggio di interscambio gratuito per automobili a disposizione dei viaggiatori e dei pendolari.

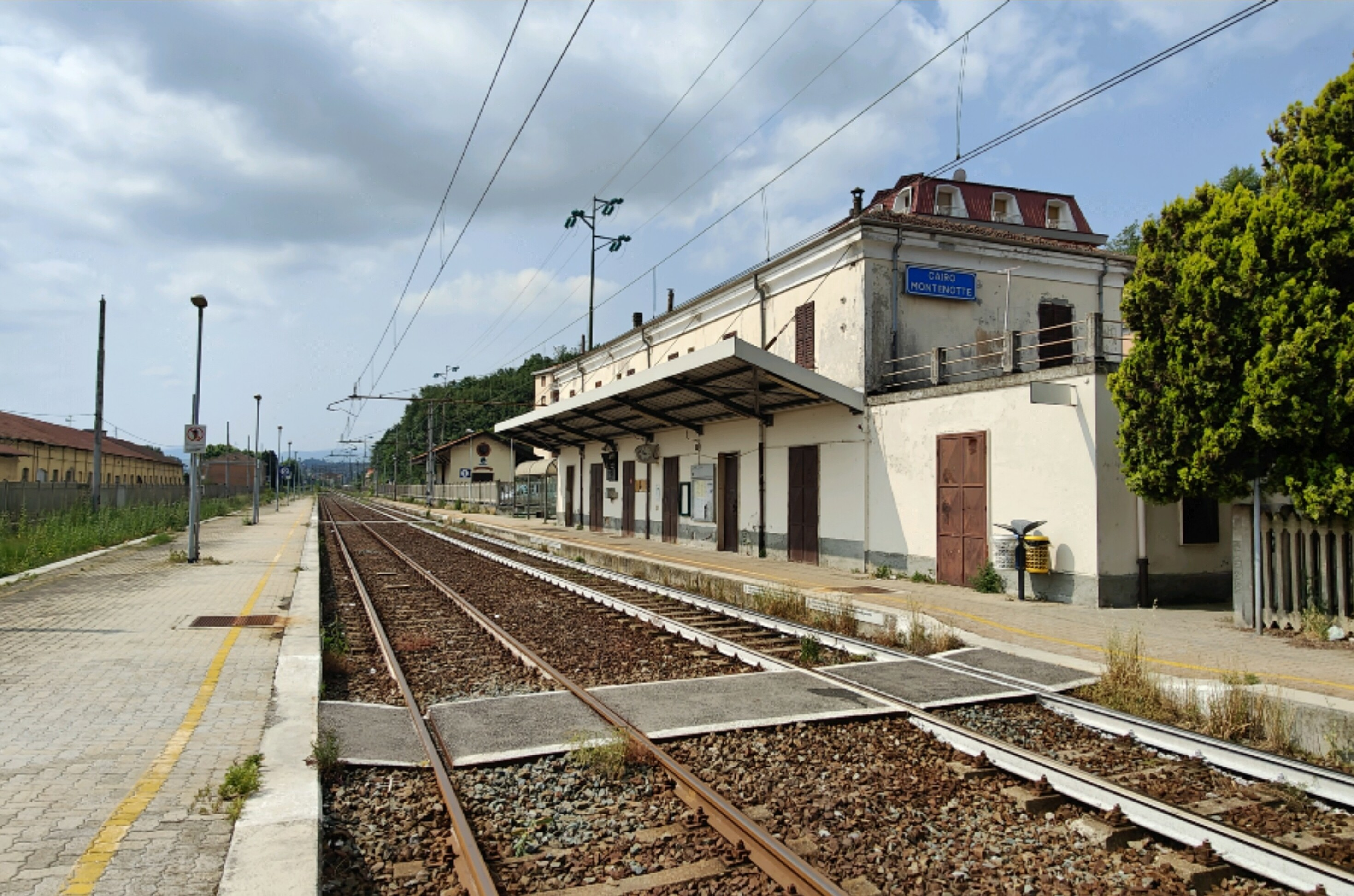
La stazione di Cairo, piano del ferro

- Fermata autobus
- Parcheggio di scambio